# Ethylenoxid
Ethylenoxid (abgekürzt EO) ist ein farbloses, hochentzündliches Gas mit süßlichem Geruch und das einfachste Epoxid. Nach der IUPAC Nomenclature wird Ethylenoxid als Oxiran bezeichnet, dessen Name sich aus dem Hantzsch-Widman-System ableitet.
Ethylenoxid wird industriell durch Oxidation von Ethen in Gegenwart eines Silberkatalysators hergestellt. Aufgrund seiner hohen Ringspannung nimmt Ethylenoxid leicht an einer Reihe von Additionsreaktionen unter Ringöffnung teil. Es ist ein wichtiges Zwischenprodukt für die Herstellung von Ethylenglykol und zahlreicher Konsumgüter, Chemikalien und Zwischenprodukten. Dazu gehören Waschmittel, Verdickungsmittel, Lösungsmittel, Kunststoffe und verschiedene organische Chemikalien wie Ethylenglykol, Ethanolamine, Glykole, Polyglykolether einschließlich der Herstellung von Produkten wie Polyethylenglykol. In Krankenhäusern und in der Medizintechnik wird es bei der Sterilisation von hitzeempfindlichen Instrumenten und Geräten wie Einwegspritzen aus Kunststoff eingesetzt.
Es ist brennbar und hochexplosiv und wird als Bestandteil von thermobarischen Waffen verwendet. Daher wird es als gekühlte Flüssigkeit gehandhabt und transportiert. Ethylenoxid selbst ist ein sehr gefährlicher Stoff. Als mutagenes klastogen ist Ethylenoxid ein Gift, das Chromosomenaberrationen verursachen kann. Es ist der UN-Nummer 1040 zugeordnet.

## Geschichte
Ethylenoxid wurde erstmals 1859 durch Charles Adolphe Wurtz hergestellt, er behandelte dazu 2-Chlorethanol mit einer Base.
Im Ersten Weltkrieg erlangte Ethylenoxid industrielle Bedeutung als Ausgangsprodukt für das Kühlmittel Ethylenglycol. Da mit Ethylenoxid die chemische Waffe Senfgas (Lost) hergestellt werden kann, fällt es unter das Außenwirtschaftsgesetz.
1931 entdeckte der französische Chemiker Theodore Lefort die Herstellung von Ethylenoxid direkt aus Ethen und Sauerstoff mit Silber als Katalysator.

## Gewinnung und Darstellung

### Historisches Verfahren
Ethylenoxid wurde erstmals 1925 von der Firma Union Carbide Chemicals nach dem Chlorhydrinverfahren hergestellt. Hierzu wurde Ethylen zunächst mit Chlor in alkalischer wässriger Lösung zu Ethylenchlorhydrin umgesetzt, das anschließend mit Calciumhydroxid zu Ethylenoxid reagierte. Nachteile des Verfahrens waren eine beträchtliche Abwasserbelastung mit Chloriden und die Bildung von Halogenkohlenwasserstoffen (z. B. 1,2-Dichlorethan) als Nebenprodukte.
Die erste katalytische Direktoxidation von Ethylen zu Ethylenoxid wurde in den 1930er Jahren ebenfalls von der Union Carbide technisch eingeführt.

### Industrielle Synthese
Die großtechnische Herstellung von Ethylenoxid erfolgt heute ausschließlich durch die katalytische Oxidation von Ethen mit Sauerstoff bei Temperaturen von 230–270 °C und Drücken von 10–20 bar. Als Katalysator wird fein verteiltes Silberpulver, welches auf einem anorganischen, oxidhaltigen Träger (bevorzugt Aluminiumoxid) aufgebracht ist, eingesetzt.
Die komplette Reaktion wird dabei in einem Rohrbündelreaktor, bei dem die beträchtliche Reaktionsenthalpie (ΔHR= −119,7 kJ·mol−1 der Haupt- und ΔHR= −1324 kJ·mol−1 der Nebenreaktion) mithilfe von Salzschmelzen abgeführt und zur Erzeugung von überhitztem Hochdruckdampf genutzt wird, durchgeführt. Der Katalysator ist bei diesem Verfahren als Festbett angeordnet. Die Ausbeute an reinem Ethylenoxid liegt bei 85 %. Als Nebenreaktion tritt die vollständige Oxidation des Ethens zu Kohlenstoffdioxid und Wasser auf.
Im Jahr 2010 wurden weltweit etwa 21 Millionen Tonnen an Ethylenoxid verbraucht.

## Eigenschaften
Ethylenoxid ist ein hochentzündliches Gas. Der Flammpunkt beträgt −57 °C und die Zündtemperatur liegt bei 435 °C. Es bildet mit Luft explosionsfähige Gemische, die untere Explosionsgrenze (UEG) liegt bei 2,6 %, die obere (OEG) bei 100 %. Mit einer Mindestzündenergie von 0,065 mJ sind Dampf-Luft-Gemische extrem zündfähig.

## Verwendung

### Als Rohstoff
Der größte Anteil des produzierten Ethylenoxids dient als Zwischenprodukt bei der Herstellung anderer Chemikalien. Ein Großteil des Ethylenoxids wird für die Produktion von Ethylenglycol eingesetzt, unter anderem durch den OMEGA-Prozess. Als Nebenprodukte fallen dabei Diethylenglycol und Triethylenglycol an. Weiter wird es für die Herstellung von Polyestern (beispielsweise PET) oder Hydroxyethylcellulose (HEC) benötigt. Ethylenoxid kann zu – ungiftigem und gut wasserlöslichem – Polyethylenglycol (auch Polyethylenoxid) polymerisieren. Es ist ebenfalls wichtig für die Herstellung von nichtionischen Tensiden wie etwa Polyalkylenglycolether. Mit Ammoniak reagiert es zu Aminoalkoholen wie Mono-, Di- und Triethanolamin.
Eine Kategorie von Ethylenoxidderivaten, die große wissenschaftliche Aufmerksamkeit erregt hat, sind die Kronenether, die als zyklische Oligomere des Ethylenoxids angesehen werden können. Diese Verbindungen haben die Fähigkeit, ionische Substanzen in unpolaren Lösungsmitteln löslich zu machen, in denen sie sonst unlöslich sind. Aufgrund hoher Kosten bleibt die Verwendung dieser Substanzen auf Laboranwendungen begrenzt.

### Sterilisation
Die Sterilisation mit Ethylenoxid ist heute ein weit verbreitetes Verfahren in der industriellen Herstellung von Medizinprodukten, insbesondere von Einmalprodukten wie Verbandstoffen, Nahtmaterial oder Spritzen und Kathetern, aber auch von chirurgischen Instrumenten und empfindlichen Medizinprodukten (z. B. Cochleaimplantaten). Das Verfahren ist hochgradig standardisiert (u. a. ISO 11135, ISO 10993-7, EN 1422).
Die Behandlung von Wattestäbchen mit Ethylenoxidgas kann DNS-Spuren so zersetzen, dass sie mit forensischen Methoden nicht mehr nachweisbar sind.
Etwa 2 % der Weltproduktion wird für die Sterilisation mit gasförmigem EO verwendet.

### Als Brennstoff
Im militärischen Bereich wird Ethylenoxid als Brennstoff in Aerosol-Kleinbomben, die z. B. in Streubomben des Typs CBU-55 enthalten sind, verwendet.

### Als Pestizid, Biozid und im Vorratsschutz
Ethylenoxidgas tötet Bakterien, Viren und Pilze ab, daher kann es zur Begasung von hitzeempfindlichen Substanzen verwendet werden. Die Sterilisation von Gewürzen mit EO wurde 1938 durch den amerikanischen Chemiker Lloyd Hall patentiert und wird auch heute noch in einigen Ländern praktiziert. Ethylenoxid wurde zusammen mit einem höheren Anteil Kohlenstoffdioxid (um die Brennbarkeit herabzusetzen) unter den Handelsnamen Cartox und T-Gas als Begasungsmittel von z. B. Silos, Lagerräumen und Containern verwendet.

## Sicherheitshinweise
Ethylenoxid ist giftig und krebserregend. Symptome einer Vergiftung sind Kopfschmerzen, Schwindel und Übelkeit/Erbrechen. Mit zunehmender Dosis kommt es zu Zuckungen, Krämpfen und schlussendlich zum Koma. Es ist für die Haut und die Atemwege reizend. Die Lunge kann sich Stunden nach dem Einatmen mit Flüssigkeit füllen (Lungenödem).
Ethylenoxid wird normalerweise druckverflüssigt in Kombination mit 10 % Kohlenstoffdioxid gelagert. Bei Normaldruck und Zimmertemperatur verdunstet es sehr schnell und verursacht Frostverbrennungen auf der Haut.
Bei Tieren hat es zahlreiche Fortpflanzungsdefekte wie Mutationen oder Fehlgeburten ausgelöst. Der Einfluss auf die menschliche Fortpflanzung ist noch nicht genau untersucht, es ist aber wahrscheinlich, dass die gleichen Effekte wie im Tierversuch auftreten.
Die Verbindung zählt daher zu den CMR-Stoffen.

## Gesetzliche Regelungen
In Deutschland ist der Einsatz von Ethylenoxid als Pflanzenschutzmittel durch die Pflanzenschutz-Anwendungsverordnung seit 1981 verboten, da hierbei giftiges 2-Chlorethanol entstehen kann. In der EU ist die Verwendung von Ethylenoxid als Pflanzenschutzmittel durch Inkrafttreten der Verordnung (EWG) Nr. 414/91 seit 1991 nicht mehr erlaubt.  In der EU wurde Ethylenoxid als Biozid, zur Verwendung als Schutz von Lebens- und Futtermitteln, 2011 verboten. Die Verwendung von Ethylenoxid in Kosmetik ist in der EU bereits seit 1976 verboten.
In der EU liegen die Höchstwerte für Ethylenoxidrückstände in Lebensmitteln je nach Produkt zwischen 0,02 und 0,1 mg/kg was der jeweiligen unteren analytischen Nachweisgrenze entspricht. Durch die Verordnung (EU) Nr. 231/2012, welche die Spezifikationen für die in der EU zugelassenen Lebensmittelzusatzstoffe enthält, wird festgelegt, dass Ethylenoxid nicht zur Sterilisierung von Lebensmittelzusatzstoffen verwendet werden darf und dass in polyoxyetheylenhaltigen synthetischen Zusatzstoffen ein Ethylenoxidgehalt von 0,2 mg/kg nicht überschritten werden darf. 2020 und 2021 gab es in der EU und der Schweiz zahlreiche Meldungen und Rückrufe für verschiedene importierte Produkte, wie etwa Bio-Sesamsaat und -produkte, den Verdickungsmitteln Guarkernmehl (E412) und Johannisbrotkernmehl (E410), Nahrungsergänzungsmitteln oder (Bio-)Ingwerpulver, bei denen der zulässige Höchstwert um ein Vielfaches überschritten wurde. Dabei ist der Rückruf bei Johannisbrotkernmehlprodukten (z. B. Speiseeis) in Ländern wie Frankreich deutlich zahlreicher als in Deutschland.
Ethylenoxid wurde 2012 von der EU gemäß der Verordnung (EG) Nr. 1907/2006 (REACH) im Rahmen der Stoffbewertung in den fortlaufenden Aktionsplan der Gemeinschaft (CoRAP) aufgenommen. Hierbei werden die Auswirkungen des Stoffs auf die menschliche Gesundheit bzw. die Umwelt neu bewertet und ggf. Folgemaßnahmen eingeleitet. Ursächlich für die Aufnahme von Ethylenoxid waren die Besorgnisse bezüglich der Einstufung als CMR-Stoff, hoher (aggregierter) Tonnage. Die Neubewertung fand ab 2012 statt und wurde von Österreich durchgeführt. Anschließend wurde ein Abschlussbericht veröffentlicht. Im Rahmen der CLP-Verordnung wurde mit der Verordnung (EU) 2020/217, der 14. Anpassungen an den technischen und wissenschaftlichen Fortschritt (14. ATP) eine harmonisierte Einstufung für die EU festgelegt, die zum 1. Oktober 2021 in Kraft trat.